# 6-red snooker

Rozmieszczenie bil w pozycji wyjściowej – biała bila może zostać ustawiona w dowolnym miejscu półkola (tzw. pole D).

6-red snooker (również Six-red snooker, Six-reds, 6-red, Super-6s lub Snooker na sześciu czerwonych) – gra bilardowa będąca odmianą snookera, w której zamiast 15 standardowych bil czerwonych występuje tylko 6.

## Zasady gry
- Zamiast standardowych 15 bil czerwonych występuje tylko 6, ułożonych w postaci trójkąta[2], 6 bil kolorowych (czarna, różowa, niebieska, brązowa, zielona i żółta, ustawione na stole odpowiednio przypisanym im punktom, jak w klasycznym snookerze) oraz bila zagrywająca (biała).
- Break maksymalny wynosi 75.

### 10-red snooker
Rozgrywane są również zawody w wariancie 10 czerwonych:
- zamiast standardowych 15 bil czerwonych występuje tylko 10.
- break maksymalny wynosi 107.

W tej odmianie snookera w latach 2017-2019 rozgrywano mistrzostwa świata kobiet.

## Turnieje
Największym, a zarazem najbardziej prestiżowym turniejem snookera na sześciu czerwonych, są mistrzostwa świata w tej odmianie snookera rozgrywane od roku 2008. Pierwszym mistrzem świata w snookera na sześciu czerwonych został Ricky Walden, który w finale pokonał Stuarta Binghama 8−3.